# خط عرض 60° شمال

خريطة تمثل الاقاليم المحصورة في خط العرض

خط عرض 60° شمال هي إحدى دوائر العرض الجغرافية، وهي دوائر وهمية تحيط بالكرة الأرضية، وموازية لخط الاستواء، وتتميز هذه الدائرة بأن الأراضي الواقعة عليها تنتمي للمنطقة المعتدلة الباردة.

## حول العالم
خط عرض 60° شمال يبدأ من خط الزوال الأولي ويتجه شرقا ويمر عبر:
| الإحداثيات                           | البلد أو الإقليم أو البحر | ملاحظات |
| ------------------------------------ | ------------------------- | --- |
| 60°0′N 0°0′E / 60.000°N 0.000°E      | بحر الشمال                | |
| 60°0′N 5°2′E / 60.000°N 5.033°E      | النرويج                   | جزر Møkster، Selbjørn، Huftarøy، Reksteren وTysnesøy, و the mainland مرورا بشمالي أوسلو |
| 60°0′N 12°23′E / 60.000°N 12.383°E   | السويد                    | مرورا عبر Fagersta مرورا شمالي أوبسالا |
| 60°0′N 18°53′E / 60.000°N 18.883°E   | بحر البلطيق               | |
| 60°0′N 20°8′E / 60.000°N 20.133°E    | جزر أولاند                | |
| 60°0′N 20°58′E / 60.000°N 20.967°E   | بحر البلطيق               | |
| 60°0′N 22°22′E / 60.000°N 22.367°E   | فنلندا                    | |
| 60°0′N 23°56′E / 60.000°N 23.933°E   | بحر البلطيق               | مرورا بجنوب هلسنكي، فنلندا |
| 60°0′N 24°26′E / 60.000°N 24.433°E   | فنلندا                    | شبه جزيرة بوركالا |
| 60°0′N 24°30′E / 60.000°N 24.500°E   | بحر البلطيق               | خليج فنلندا - مرورا بجنوب جزيرة Gogland، روسيا |
| 60°0′N 27°48′E / 60.000°N 27.800°E   | روسيا                     | جزيرة Moshchnyy |
| 60°0′N 27°54′E / 60.000°N 27.900°E   | بحر البلطيق               | خليج فنلندا |
| 60°0′N 29°44′E / 60.000°N 29.733°E   | روسيا                     | جزيرة كوتلين (مدينة كرنشتات) |
| 60°0′N 29°47′E / 60.000°N 29.783°E   | بحر البلطيق               | خليج فنلندا |
| 60°0′N 30°5′E / 60.000°N 30.083°E    | روسيا                     | مرورا عبر سانت بطرسبرغ مرورا عبر بحيرة لادوغا |
| 60°0′N 154°30′E / 60.000°N 154.500°E | بحر أوخوتسك               | خليج شيليخوف [لغات أخرى]‏ |
| 60°0′N 161°28′E / 60.000°N 161.467°E | روسيا                     | شبه جزيرة كامشاتكا |
| 60°0′N 165°14′E / 60.000°N 165.233°E | بحر بيرنغ                 | |
| 60°0′N 166°10′E / 60.000°N 166.167°E | روسيا                     | |
| 60°0′N 166°33′E / 60.000°N 166.550°E | بحر بيرنغ                 | Olyutorsky Gulf |
| 60°0′N 170°9′E / 60.000°N 170.150°E  | روسيا                     | |
| 60°0′N 170°26′E / 60.000°N 170.433°E | بحر بيرنغ                 | |
| 60°0′N 167°8′W / 60.000°N 167.133°W  | الولايات المتحدة          | ألاسكا - جزيرة نونيفاك |
| 60°0′N 165°39′W / 60.000°N 165.650°W | Etolin Strait             | |
| 60°0′N 164°9′W / 60.000°N 164.150°W  | الولايات المتحدة          | ألاسكا |
| 60°0′N 152°38′W / 60.000°N 152.633°W | Cook Inlet                | |
| 60°0′N 151°44′W / 60.000°N 151.733°W | الولايات المتحدة          | ألاسكا - شبه جزيرة كيناي وجزيرة إيفانز وجزيرة إلرينغتون وLatouche Island وجزيرة مونتاغي |
| 60°0′N 147°24′W / 60.000°N 147.400°W | المحيط الهادئ             | خليج ألاسكا |
| 60°0′N 144°24′W / 60.000°N 144.400°W | الولايات المتحدة          | ألاسكا - Wingham Island، Kayak Island و a small section of mainland |
| 60°0′N 143°50′W / 60.000°N 143.833°W | المحيط الهادئ             | خليج ألاسكا |
| 60°0′N 141°53′W / 60.000°N 141.883°W | الولايات المتحدة          | ألاسكا |
| 60°0′N 139°3′W / 60.000°N 139.050°W  | كندا                      | حدود يوكون / كولومبيا البريطانية حدود الأقاليم الشمالية الغربية / كولومبيا البريطانية حدود الأقاليم الشمالية الغربية / ألبرتا حدود الأقاليم الشمالية الغربية / ساسكاتشوان حدود الأقاليم الشمالية الغربية / مانيتوبا - لحوالي 400 متر حدود نونافوت / مانيتوبا |
| 60°0′N 94°49′W / 60.000°N 94.817°W   | خليج هدسون                | مرورا بشمال the Ottawa Islands، نونافوت, كندا |
| 60°0′N 77°17′W / 60.000°N 77.283°W   | كندا                      | كيبك |
| 60°0′N 69°46′W / 60.000°N 69.767°W   | Ungava Bay                | |
| 60°0′N 65°7′W / 60.000°N 65.117°W    | كندا                      | كيبك نيوفاوندلاند واللابرادور |
| 60°0′N 64°9′W / 60.000°N 64.150°W    | المحيط الأطلسي            | Border between the مضيق دافيس (to the north) و the بحر لبرادور (to the south)[1] |
| 60°0′N 44°52′W / 60.000°N 44.867°W   | جرينلاند                  | |
| 60°0′N 43°9′W / 60.000°N 43.150°W    | المحيط الأطلسي            | |
| 60°0′N 1°21′W / 60.000°N 1.350°W     | المملكة المتحدة           | اسكتلندا - جزيرتي مينلاند وموسا في أرخبيل جزر شتلاند |
| 60°0′N 1°11′W / 60.000°N 1.183°W     | بحر الشمال                | |